# Asplenium kitazawae
Asplenium kitazawae är en svartbräkenväxtart som beskrevs av Kurata och Hutoh. Asplenium kitazawae ingår i släktet Asplenium och familjen Aspleniaceae. Inga underarter finns listade.